# Entiat (Washington)

Lage im Chelan County

Entiat ist eine Stadt (City) im Chelan County im US-Bundesstaat Washington. Sie gehört zum Wenatchee−East Wenatchee Metropolitan Statistical Area. Das U.S. Census Bureau hat bei der Volkszählung 2020 eine Einwohnerzahl von 1326 ermittelt.

## Geschichte
Lewis Detwiler erreichte 1877 als erster Siedler das Entiat Valley. 1891 wurde die erste öffentliche Schule gegründet, 1895 das erste Postamt eröffnet. 1903 starb der Häuptling der Entiat, Shil-how-Saskt (Silico Saska). Das Kraftwerk Entiat ging 1908 ans Netz. 1910 begann die Keystone Fruit Company ihre Geschäftstätigkeit. Die erste Zeitung, die Entiat Times, wurde ab 1913 von E. P. Murphy herausgegeben. Der Anschluss ans Eisenbahnnetz erfolgte 1914. Im Jahr darauf bedrohte ein zweites Feuer die „erste“ Stadt; nur sechs Firmen überstanden diese Katastrophe. 1916 öffnete die Schule von Entiat an ihrem heutigen Standort. 1920 wurde die Tradition des Numeral Mountain begründet, als ehemalige Highschool-Absolventen die Nummer ihrer Abschlussklasse an den Berghang jenseits des Entiat River malten. 1921 wurde die „zweite“ Stadt Entiat gesichert, während die verbleibenden Gebäude der „ersten“ niederbrannten. Entiat wurde am 25. April 1944 offiziell als Gebietskörperschaft anerkannt. Ab 1960 wurde der Rocky Reach Dam unterhalb von Entiat gebaut, wodurch ein Großteil der Stadt auf höhergelegenes Gelände verlegt werden musste, um dem ansteigenden Staudamm auszuweichen. Die meisten Original-Gebäude wurden entweder abgerissen oder nördlich der ursprünglichen Stadt wieder aufgebaut. Die „dritte“ Stadt begann ihre Geschäftstätigkeit „offiziell“ 1961. Der neue Entiat Park wurde nach über einem Jahr Schließzeit am 22. Mai 2015 wieder zum Camping geöffnet.

## Geographie
Entiat liegt am Zusammenfluss von Entiat River und Columbia River. Dieser Abschnitt des Columbia River ist als Lake Entiat bekannt, ein durch den Rocky Reach Dam gebildetes Reservoir. Die Stadt befindet sich zwischen den östlichen Ausläufern der Kaskadenkette, dem Lake Entiat und dem Entiat River auf 47°40'40" N / 120°12'47" W.
Nach dem United States Census Bureau nimmt die Stadt eine Gesamtfläche von 7,1 km² ein, wovon 5,46 km² Land- und 1,63 km² Wasserfläche sind.

## Klima
|                        | Jan    | Feb    | Mär    | Apr   | Mai   | Jun   | Jul   | Aug   | Sep   | Okt    | Nov    | Dez    |   |        |
| Mittl. Temperatur (°C) | −1,94  | 0,83   | 5,83   | 9,72  | 13,61 | 17,22 | 20,83 | 21,11 | 16,67 | 10,00  | 2,78   | −2,5   | ⌀ | 9,6    |
| Mittl. Tagesmax. (°C)  | 15,56  | 16,67  | 24,44  | 27,78 | 36,11 | 43,89 | 41,67 | 39,44 | 37,78 | 30,56  | 21,11  | 15,56  | ⌀ | 29,3   |
| Mittl. Tagesmin. (°C)  | −25,00 | −22,78 | −10,00 | −3,33 | −1,11 | 0,56  | 5,56  | 2,78  | −2,78 | −11,67 | −16,67 | −26,67 | ⌀ | −9,2   |
|                        |        |        |        |       |       |       |       |       |       |        |        |        |   |        |
| Niederschlag (mm)      | 46,23  | 34,80  | 27,94  | 17,27 | 22,86 | 21,08 | 8,12  | 6,60  | 10,41 | 24,38  | 54,36  | 60,71  | Σ | 334,76 |

| −25,00 |

| −22,78 |

| −10,00 |

| −3,33 |

| −1,11 |

| 0,56 |

| 5,56 |

| 2,78 |

| −2,78 |

| −11,67 |

| −16,67 |

| −26,67 |

| −25,00 |

| −22,78 |

| −10,00 |

| −3,33 |

| −1,11 |

| 0,56 |

| 5,56 |

| 2,78 |

| −2,78 |

| −11,67 |

| −16,67 |

| −26,67 |

## Demographie
| Jahr | Einwohner¹ |
| ---- | ---------- |
| 1950 | 420        |
| 1960 | 357        |
| 1970 | 355        |
| 1980 | 445        |
| 1990 | 449        |
| 2000 | 957        |
| 2010 | 1.112      |
| 2020 | 1.326      |

¹ 1950–2020: Volkszählungsergebnisse

### Census 2000
Nach der Volkszählung von 2000 hatte Entiat 957 Einwohner, 342 Haushalte und 244 Familien. Die Bevölkerungsdichte betrug 269,7/ km². Es gab 400 Wohneinheiten bei einer mittleren Dichte von 112,7 pro km². Die Bevölkerung bestand zu 79,31 % aus Weißen, zu 0,52 % aus Afroamerikanern, zu 1,67 % aus Indianern, zu 0,21 % aus Asiaten, zu 16,51 % aus anderen „Rassen“ und zu 1,78 % aus zwei oder mehr „Rassen“. Hispanics oder Latinos „jeglicher Rasse“ bildeten 22,57 % der Bevölkerung.
Von den 342 Haushalten beherbergten 38,6 % Kinder unter 18 Jahren, 57,9 % wurden von zusammen lebenden verheirateten Paaren und 7,3 % von alleinstehenden Müttern geführt; 28,4 % waren Nicht-Familien. 21,3 % der Haushalte waren Singles und 7,9 % waren alleinstehende über 65-jährige Personen. Die durchschnittliche Haushaltsgröße betrug 2,80 und die durchschnittliche Familiengröße 3,27 Personen.
Der Median des Alters in der Stadt betrug 33 Jahre. 32,5 % der Einwohner waren unter 18, 8,0 % zwischen 18 und 24, 27,6 % zwischen 25 und 44, 21,6 % zwischen 45 und 64 und 10,2 % 65 Jahre oder älter. Auf 100 Frauen kamen 96,9 Männer, bei den über 18-Jährigen waren es 97,6 Männer auf 100 Frauen.
Alle Angaben zum mittleren Einkommen beziehen sich auf den Median. Das mittlere Haushaltseinkommen betrug 33.450 US$, in den Familien waren es 37.083 US$. Männer hatten ein mittleres Einkommen von 33.487 US$ gegenüber 21.324 US$ bei Frauen. Das Pro-Kopf-Einkommen betrug 13.529 US$. Etwa 9,1 % der Familien und 14,0 % der Gesamtbevölkerung lebte unterhalb der Armutsgrenze; das betraf 14,4 % der unter 18-Jährigen und 5,7 % der über 65-Jährigen.

### Census 2010
Nach der Volkszählung von 2010 gab es in Entiat 1.112 Einwohner, 421 Haushalte und 305 Familien. Die Bevölkerungsdichte betrug 203,5/ km². Es gab 495 Wohneinheiten bei einer mittleren Dichte von 90,6 pro km². Die Bevölkerung bestand zu 81,5 % aus Weißen, zu 0,4 % aus Afroamerikanern, zu 0,4 % aus Indianern, zu 0,2 % aus Asiaten, zu 0,4 % aus Pazifik-Insulanern, zu 13,8 % aus anderen „Rassen“ und zu 3,3 % aus zwei oder mehr „Rassen“. Hispanics oder Latinos „jeglicher Rasse“ bildeten 20,7 % der Bevölkerung.
Von den 421 Haushalten beherbergten 33,5 % Kinder unter 18 Jahren, 54,4 % wurden von zusammen lebenden verheirateten Paaren, 10,2 % von alleinerziehenden Müttern und 7,8 % von alleinstehenden Vätern geführt; 27,6 % waren Nicht-Familien. 20,7 % der Haushalte waren Singles und 7,4 % waren alleinstehende über 65-jährige Personen. Die durchschnittliche Haushaltsgröße betrug 2,64 und die durchschnittliche Familiengröße 2,99 Personen.
Der Median des Alters in der Stadt betrug 40,1 Jahre. 25,3 % der Einwohner waren unter 18, 8,4 % zwischen 18 und 24, 22,1 % zwischen 25 und 44, 29,7 % zwischen 45 und 64 und 14,4 % 65 Jahre oder älter. Von den Einwohnern waren 51,5 % Männer und 48,5 % Frauen.